# ジェイ・コーチ
株式会社ジェイ・コーチは、かつて存在した、観光バス事業者の連携強化を目的に設立された企業である。

## 概要
投資会社のジェイ・ウィル・パートナーズが出資するバス事業者によって構成されるグループ。もともとこれらの事業者はいわゆる大手私鉄系など老舗の企業であったが、観光バスの新規参入による競争激化や路線バスの利用者減による経営悪化で、ジェイ・ウェル・パートナーズが管理運営する投資ファンドがもとの経営母体から引き取り再建を図った。
投資先の会社は、株式の売却で出口を迎えている。

## 沿革
- 2004年（平成16年）
  - 帝産観光バスグループ株を譲り受ける。
  - 再建中の富士交通（その後合併にて帝産富士交通、2008年末を以て事業廃止）に出資。
- 2005年（平成17年） 日本交通より日本交通観光バス株を譲り受ける。
- 2006年（平成18年）
  - 2月28日 名古屋鉄道が保有する札幌観光バス株およびニュー東京観光自動車株を譲り受ける[1]。
  - 5月30日 産業再生機構が保有する関東自動車株を譲り受ける。
- 2009年（平成21年）10月1日 東京急行電鉄および関連会社が保有する8社の株を譲り受ける[2]。

## グループ会社
株式売却等により、いずれの会社もグループを離脱している。

### 過去のグループ会社
- 帝産観光バス - 2012年3月にMBOによりグループ離脱。
- 帝産富士交通（帝産観光バス仙台、富士交通） - 2008年（平成20年）12月31日事業廃止。
- ニッコー観光バス - 2012年（平成24年）4月、両備ホールディングスへ事業譲渡。
- 関東自動車 (栃木県) - 2012年（平成24年）4月20日、みちのりホールディングスに株式を100%譲渡[3]。
- ニュー東京観光自動車 - 元名鉄グループ。2012年（平成24年）4月、kmホールディングスへ事業譲渡。2016年（平成28年）にケイエム観光バスに吸収合併された。
- 札幌観光バス - 元名鉄グループ。2012年（平成24年）5月30日付で企業再生ファンドのレジリエンス・インベストメンツへ売却[4]。

### 過去のアライアンスパートナー
- 鯱バス - 元東急グループ。2013年1月、投資会社ロータス・キャピタル・パートナーズへ株式売却[5]。

## 画像

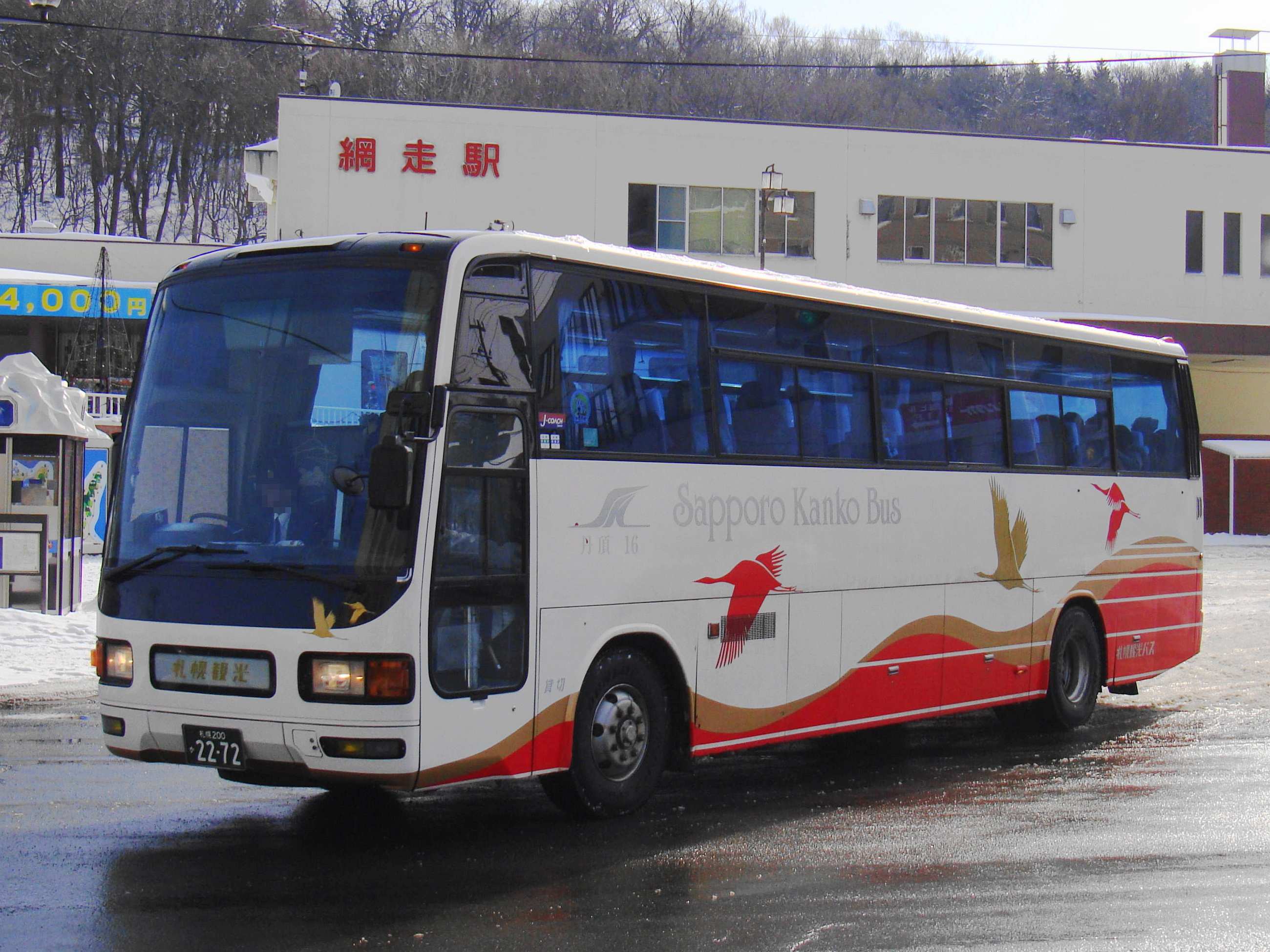
札幌観光バス
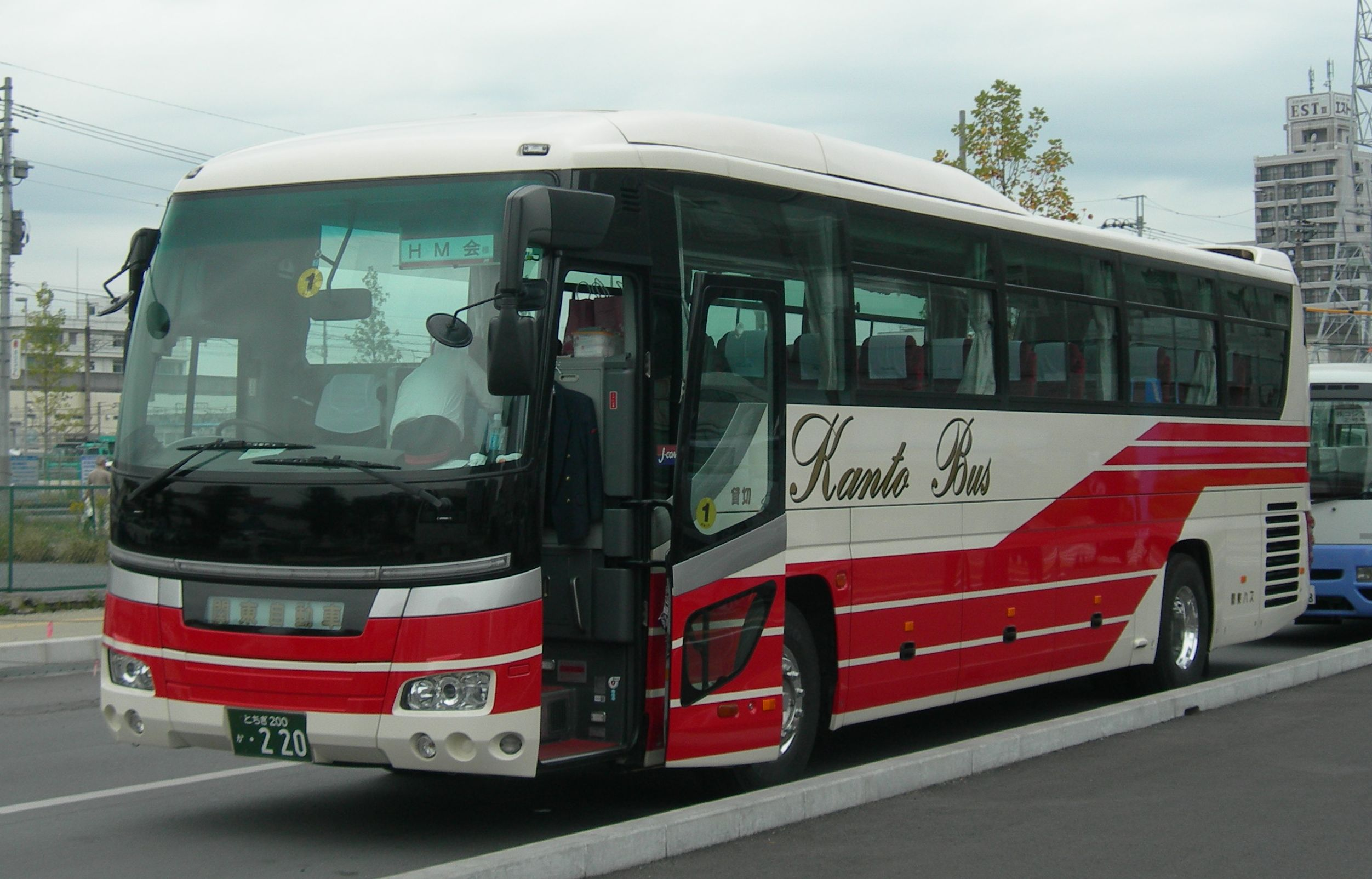
関東自動車
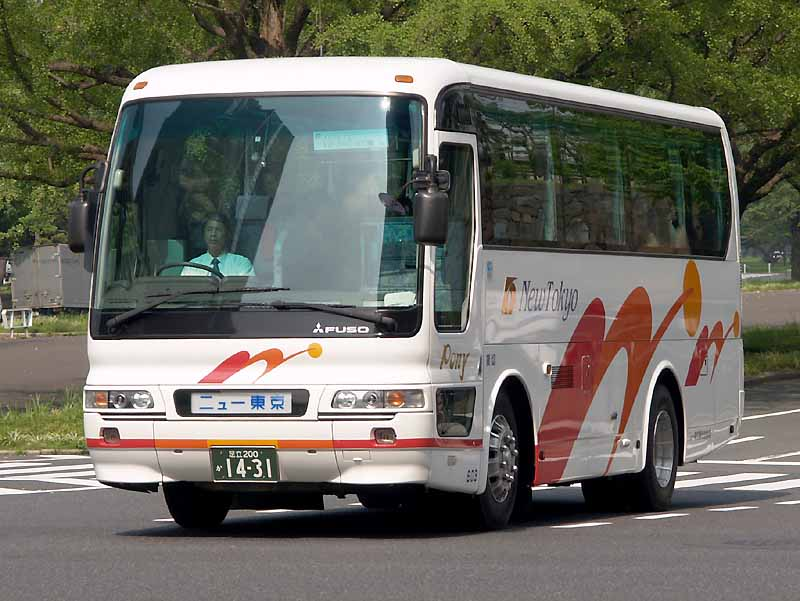
ニュー東京観光自動車
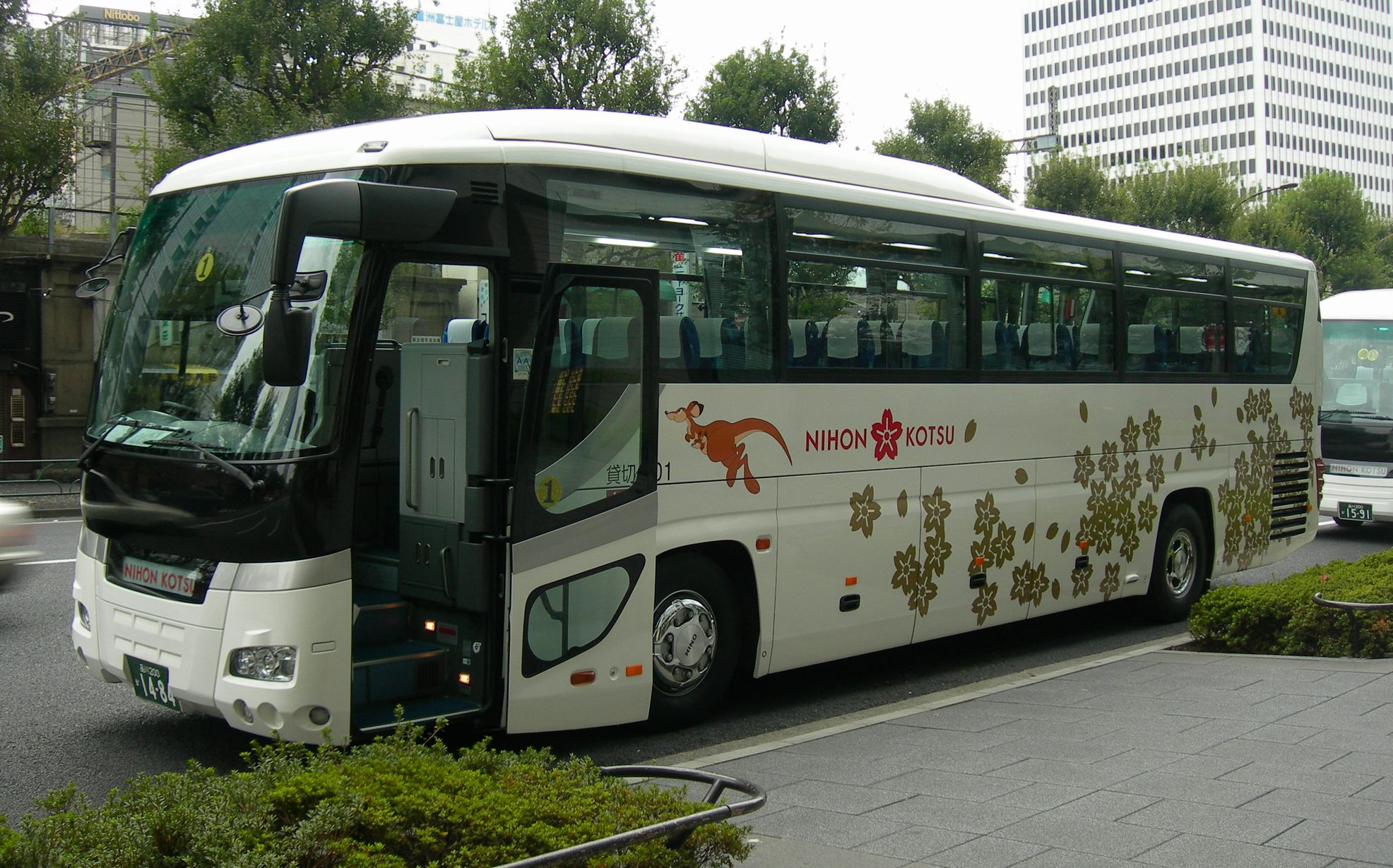
ニッコー観光バス
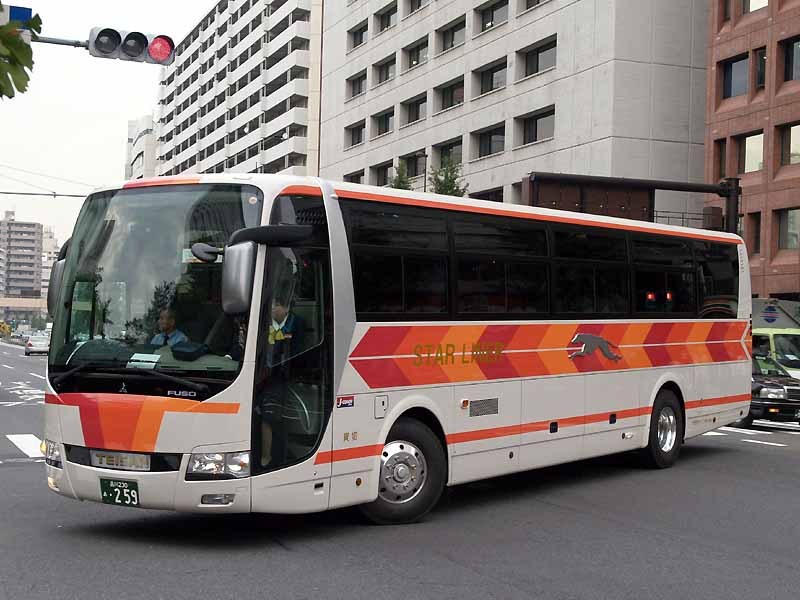
帝産観光バス
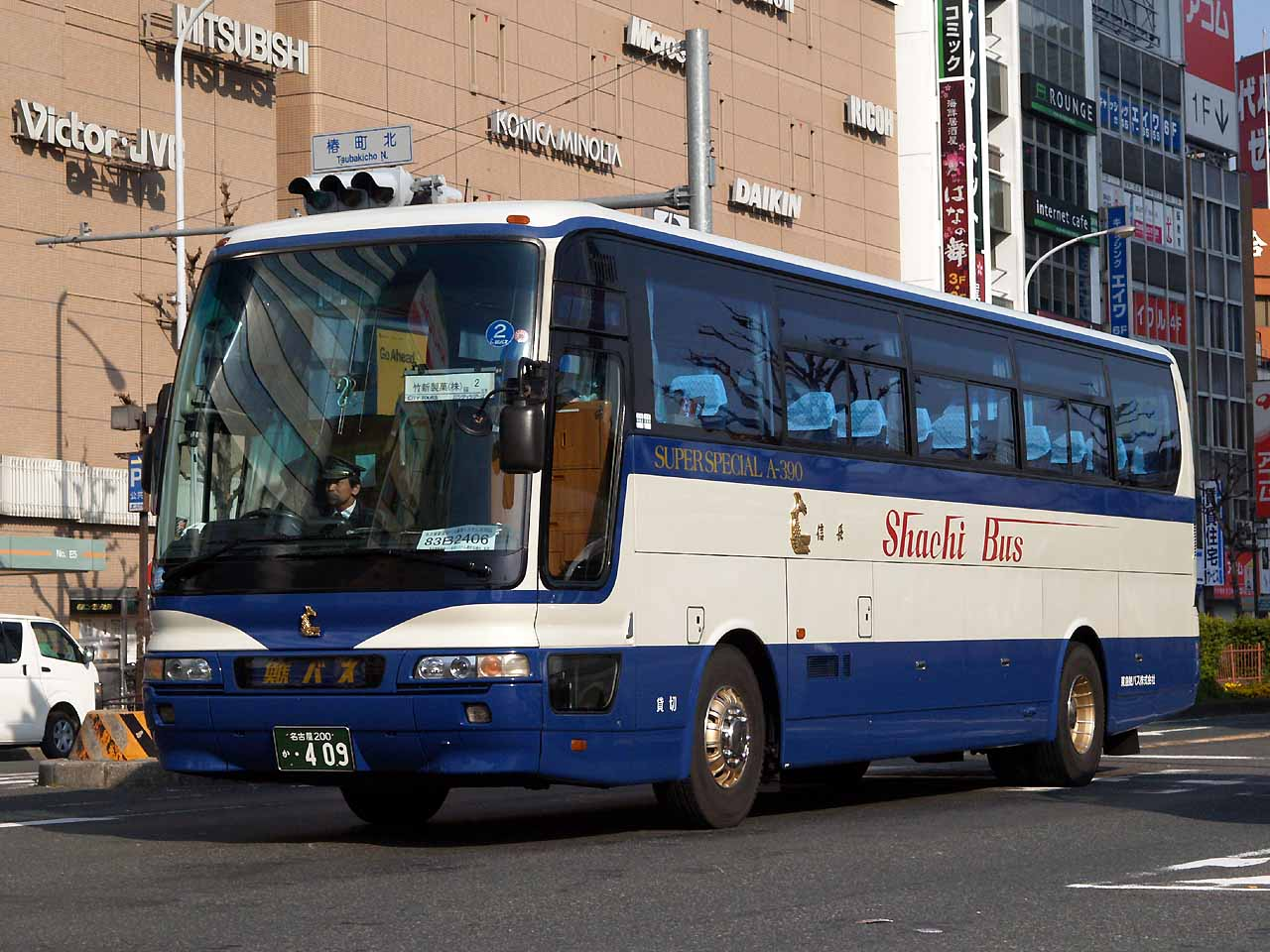
鯱バス

## ジェイ・コーチグループには数えられなかった傘下企業の状況
2009年（平成21年）10月1日よりジェイ・ウィル・パートナーズ傘下となった宗谷バス、北海道北見バス、斜里バス、網走交通バス、上田バス、上田電鉄タクシー、草軽交通、鯱バスは、鯱バスがアライアンスパートナー（業務提携）となっている以外はグループに名を連ねていなかった。
宗谷バス、北海道北見バス、斜里バス、網走交通バスについては、各社経営陣が2011年（平成23年）7月までに自社株を買い戻し傘下から外れている。また、草軽交通および上田バスについても、2011年（平成23年）6月に同様に株主がジェイ・ウィル・パートナーズが運営する合同会社から地元役員に移っている（上田バスの株式の一部は草軽交通が保有）。
鯱バスについては、2013年1月にロータス・キャピタル・パートナーズへ株式が売却された。2013年（平成25年）7月現在、同投資ファンドから複数の役員が送り込まれている。　